# أرومة الوحيدة

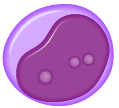

أرومة الوحيدة (بالإنجليزية: Monoblast) هي الخلية السلف الملتزمة التي تميزت عن الخلايا الجذعية النخاعية في عملية تكون الدم. توجد عادة في نخاع العظام ولا تظهر في الدم المحيطي الطبيعي. تنضج إلى خلية وحيدة التي تتطور بدورها إلى بلعم.